# Pettong
Pettong is een bestuurslaag in het regentschap Bangkalan van de provincie Oost-Java, Indonesië. Pettong telt 2509 inwoners (volkstelling 2010).